# Łysiec (Góry Bialskie)

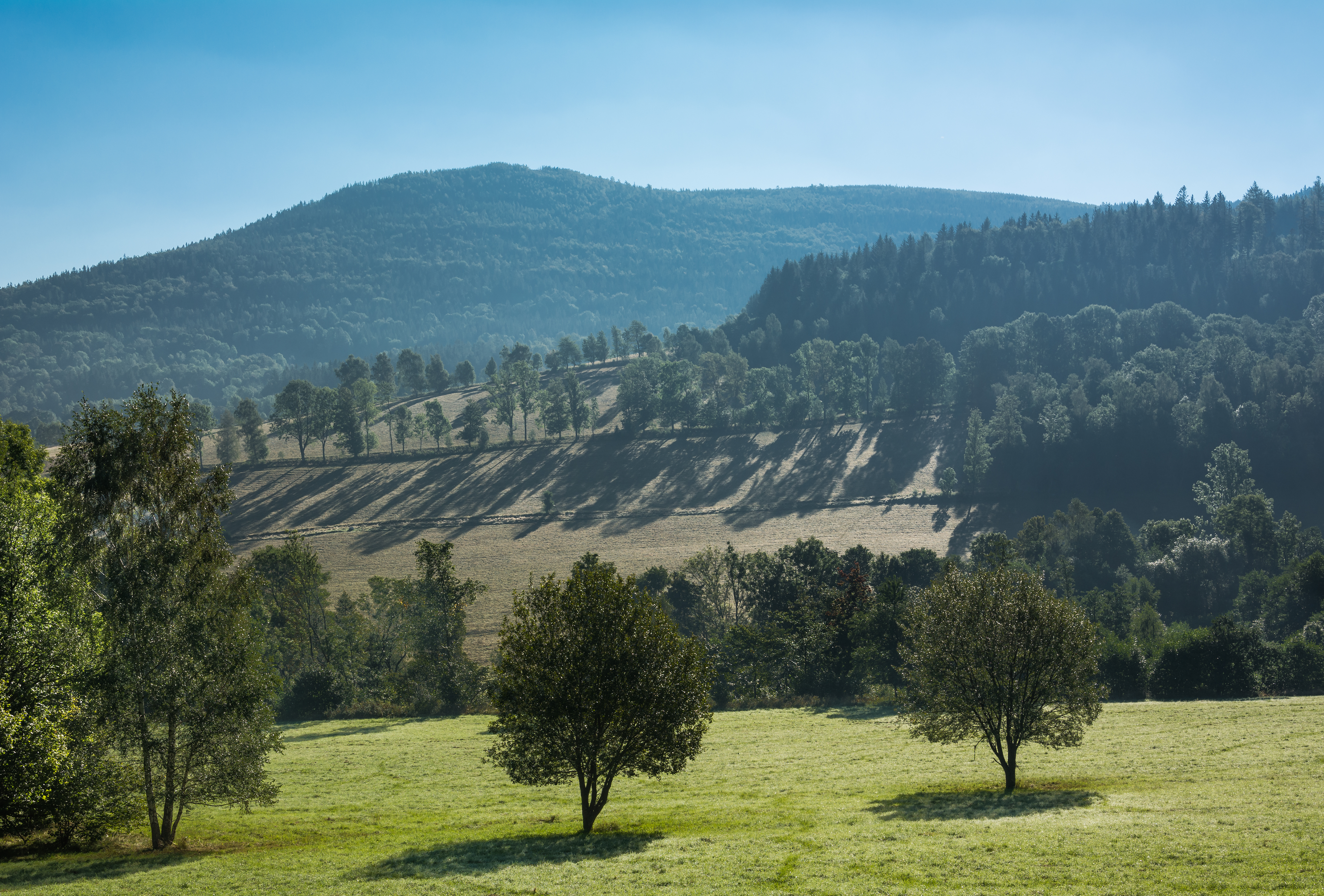
Łysiec od zachodu

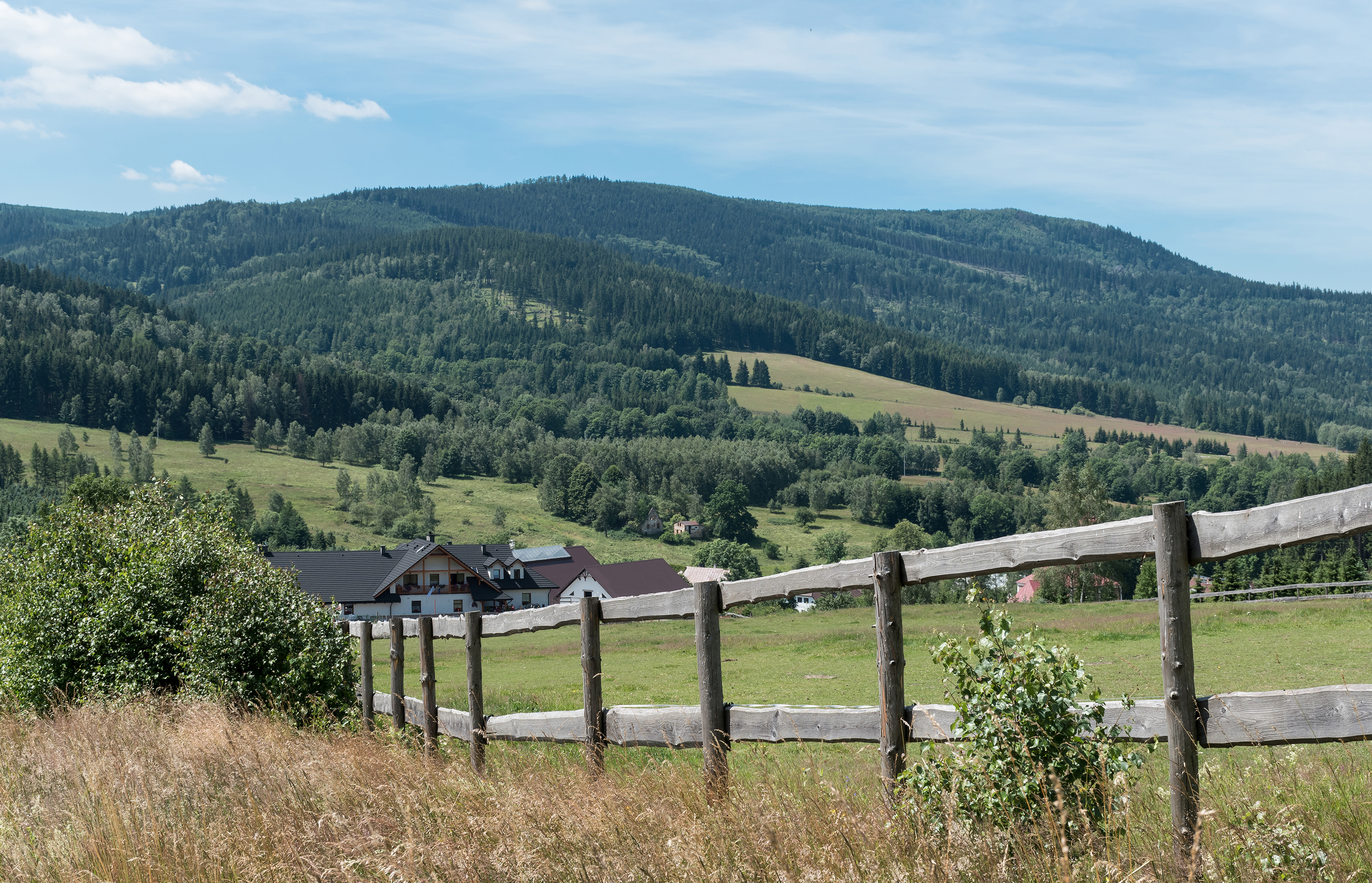
Gołogrzbiet i Łysiec (po prawej) od północnego wschodu

Łysiec (964 m n.p.m., dawniej niem. Kahlerberg) – szczyt w Górach Bialskich w Sudetach Wschodnich. Stanowi (razem z Gołogórą i Gołogrzbietem) wysunięty masyw Gór Bialskich w kierunku Obniżenia Lądka i Stronia i doliny rzeki Białej Lądeckiej. Pokryty jest na wierzchołku charakterystyczną niezarastającą halizną, stąd jego nazwa.
Według (Regionalizacji fizycznogeograficznej Polski) J. Kondrackiego znajduje się w Górach Złotych (332.61).

## Geografia i przyroda
Łysiec stanowi wyraźnie odseparowany masyw, wyraźnie górujący nad położonym w dolinie miastem Stronie Śląskie i wsiami Młynowiec, Goszów i Stary Gierałtów. Z tego powodu stanowi bardzo dobry punkt widokowy na wschodnią część ziemi kłodzkiej. Z pozostałą częścią Gór Bialskich łączy się przez Przełęcz Dział. Okolicę podszczytową pokrywa skalne złomowisko, a w kilku miejscach umiejscowione są wychodnie skał. Stoki poza wierzchołkiem porośnięte dolnoreglowym borem świerkowym z domieszką brzozy, buka i modrzewia. Cała góra aż do dolnej granicy lasu wchodzi w skład Śnieżnickiego Parku Krajobrazowego.

## Legenda o smoku
Ludowe podania zostawione przez Niemców – mieszkańców ziemi kłodzkiej sprzed 1945 r. – mówią o legendzie podobnej do krakowskiej legendy o Smoku Wawelskim, wyjaśniając skąd pochodzi łysy szczyt góry. Miejscowy smok mieszkał dawno, dawno temu na górującym nad okolicą wzniesieniu i w sposób typowy dla smoków, nękał okoliczne wsie, porywając bydło i dziewice. Młody sołtys pobliskiego Goszowa na smoka narychtował krowę nadziewaną siarką, smołą i podobnymi dodatkami. Ranny potwór zjadłszy podstawione bydlę, trawiony ogniem od środka spadł na szczyt góry, a miejscowa ludność podpaliła wokół niego las. Smoka pochłonęły płomienie, ale w miejscu jego kaźni do dzisiaj nie chcą rosnąć drzewa.

## Turystyka
Jak wyżej wspomniano, szczyt stanowi dobry punkt widokowy na okolicę – panorama obejmuje całe Góry Bialskie, Masyw Śnieżnika, południową część Krowiarek i Gór Złotych oraz dolinę, w której znajduje się Stronie Śląskie. Na sam szczyt nie prowadzą jednak żadne szlaki turystyczne. Przez stoki Łyśca przechodzą dwa znakowane szlaki:
- żółty ze Stronia Śląskiego do Przełęczy Dział i dalej do Bielic,
- niebieski ze Starego Gierałtowa do Przełęczy Dział i dalej do Nowej Morawy[1].

## Wspinaczka i paralotniarstwo
Na północno-zachodnim stoku Łyśca umiejscowione są skały o nazwie Trzy Siostry, które są miejscem częstych treningów wspinaczkowych. Drogi są ohakowane i dobrze opisane w dostępnych źródłach. Ściany mają wysokość do 20 m, miejscami przewieszki, a na ich szczycie, ponad wierzchołkami drzew, wygodne wypłaszczenia. Łysiec jest też miejscem rozpoczynania lotów paralotniarskich – na szczycie jest wygodne, niezakrzaczone wypłaszczenie, a nawet maszt do zakładania rękawu wiatrowskazu.